# محدوده پذیرش زمان فرکانسی
محدودهٔ پذیرش زمان- فرکانسی و یا محدودهٔ پذیرش زمان- مکانی (STRF) یک نورون نشان دهنده محرک‌هایی است که به تحریک یا مهار نورون می‌انجامد. "زمان-فرکانسی" غالباً اشاره به سیستم شنوایی دارد که در آن پاسخ نورون بستگی به تغییرات فرکانس در زمان دارد در حالی که "زمان-مکانی" اشاره به سیستم بینایی دارد که در آن پاسخ نورون بستگی به موقعیت مکانی محرک در زمان دارد. در نتیجه این دو دقیقاً یک مفهوم نیستند اما از هر دو به عنوان STRF یاد می‌شود و هر دو نقشی مشابه در تحلیل پاسخ عصبی دارند.